# Henry Potez
Henry Potez (30. září 1891 Méaulte – 9. listopadu 1981 Paříž) byl francouzský průmyslník, průkopník letectví.

## Život
Potez studoval na francouzské vysoké škole Supaéro. Společně s Marcelem Blochem byl vynálezcem vrtule „Potez-Bloch“, kterou po roce 1917 používala většina spojeneckých letadel konce první světové války.
V roce 1919 založil vlastní společnost Aviations Potez. Společnost v období mezi válkami vyráběla mnoho letadel a hydroplánů v továrnách, které byly v té době považovány za jedny z nejmodernějších na světě. V roce 1923 koupil společnost Alessandra Anzaniho vyrábějící motory pro firmu Caudron. Mnoho strojů značky Potez, například Potez 25, 39, 54, 62, 63 dosáhlo mezinárodních úspěchů a stanovilo také světové rychlostní rekordy. Dne 13. června 1930 pilot Henri Guillaumet na stroji Potez 25 jako první překonal Andy.
V průběhu dvaceti let opustilo výrobní linky firmy více než 7000 letadel, z toho 4000 kusů typu Potez 25. Postaveno bylo čtyřicet prototypů a více než dvacet z nich se dostalo do sériové výroby, což bylo v té době neobvyklé a pozoruhodné.
7. srpna 1936 byly továrny firmy, považované za strategické, znárodněny francouzskou vládou Lidové fronty a sloučeny do koncernu SNCAN. Potez zůstal ve své firmě ředitelem. Finance získané ze znárodněné firmy investoval společně Marcelem Blochem a Abel-François Chiracem (otec Jacquesa Chiraca) do jedné z pařížských komerčních bank — Banque Palatine.
Během druhé světové války se usadil v Rayol-Canadel-sur-Mer ve svobodném pásmu.
Po druhé světové válce navrhla firma Potez letoun Magister, dvoumístný dvoumotorový cvičný letoun, který znamenal velký úspěch. Výroba začala v roce 1952 a stroj známý jako Fouga Magister byl k výcviku používán letectvy mnoha států.
Henry Potez byl i politicky činný, v letech 1928 až 1940 byl starostou rodného města a v letech 1947 až 1959 starostou města Albert.